# 愛知教育大学附属名古屋中学校
愛知教育大学附属名古屋中学校（あいちきょういくだいがくふぞくなごやちゅうがっこう）は、愛知県名古屋市東区大幸南一丁目にある国立の中学校。略称は附中（ふちゅう）。
隣接して附属小学校と附属幼稚園がある。また、愛知教育大学の附属中学校として、愛知教育大学附属岡崎中学校がある。

## 概観
本校の校長は、愛知教育大学の教授が兼任する。自主自立の精神に則り、1999年（平成11年）度からノーチャイム制を採用している。二期制のため秋季休業がある。

## 沿革
1947年（昭和22年）に附属小学校の延長として愛知第一師範学校男子部附属中学校・女子部附属中学校が発足。翌年4月に男子部と女子部が合併し、女子部の所在地であった春日井市弥生町に愛知第一師範学校附属中学校として創設された。

### 年表
- 1947年 - 愛知第一師範学校男子部附属中学校・女子部附属中学校が開校。
- 1948年 - 男子部と女子部の合併、愛知第一師範学校附属中学校となる。
- 1949年 - 名古屋市西区北押切町に移転。この日を創立記念日とする。
- 1951年 - 愛知学芸大学附属名古屋中学校に改称。
- 1954年 - 名古屋市東区大幸町に移転。
- 1960年 - 大鴻館竣工。
- 1966年 - 愛知教育大学附属名古屋中学校に改称。
- 1980年 - 帰国生徒学級が開設。
- 1996年 - NHK全国学校音楽コンクールで銅賞を受賞[1]
- 1997年 - 50周年記念大会がナゴヤドームで行われる。
- 2004年 - 国立大学法人法による法人化。
- 2017年 - 70周年記念、記念講演に戸羽太岩手県陸前高田市長を招く。

## 特徴

### クラス編成
A組からE組までの5クラス。帰国生徒学級（E組）を設置している。A組とE組は交流学級となっており、学校行事などは、AE組として合同で行うことが多い。(別々に行うこともある。)

### 授業
授業ではプリントが配布され、ノートを取る習慣がないのが特徴である。教科書はあまり使われず、宿題などもほとんどない。
また、話し合いの時間が多いのも特徴である。
総合的な学習として、FW（フィールドワーク）がある。
教育大学附属学校であるため教育実習が多い。一年に2回、2週間ずつある。
2014年（平成26年）度夏休み明けより、プロジェクター式の電子黒板が設置され、授業で電子黒板が利用されるようになった。
2020年（令和2年）度後半より、生徒一人一台、「GIGA SCHOOL構想」として、Chromebookが配布された。
2021年（令和3年）度から、全教科定期テストが廃止され、主要5教科では、各単元ごとに行う単元テスト、技術家庭科では、それぞれ小テストを行うことになった。また、単元テストは2021年（令和3年）度では朝活動の時間に行われていたが、2022年(令和4年)の朝短活廃止に伴って授業時間内に行われるようになった。

### 研究発表会
毎年9月の終わり～10月の始めに研究発表会が行われる。全国からたくさんの参観者が来られる。3年生は当日大鴻館アリーナにて合唱を披露する。

### 合唱
合唱に力を入れているのも、本校の特徴である。校歌は混声3部合唱である。
グローリア（伝・モーツァルト作曲）は1部の生徒や卒業生から「第二の校歌」と呼ばれている。
附中応援歌というものがあり、学校祭の時に歌われることもあったが、現在ではあまり歌われていない。

### 部活動　(F活)
8つの運動部と3つの文化部がある。2016年（平成28年）度まで朝の練習は一部部活で行われていた。
近年、部活によってはど活(F活)という育友会主催の活動が行われており、名前の通り土曜に活動している。
現時点(2025年)では部活動が廃止されており完全に育友会主導の生徒が自主的に行う活動、附中活動(F活)に移行している。
活動日は、ほとんどのクラブが金曜日の課外と土曜日である。
現時点では、ディベート部、野球部、バスケットボール部、卓球部、剣道部、テニス部、軽音楽部、起業部、ボランティア部、ダンス部、合唱部、科学部がある。
特に起業部はTongaliビジネスプランコンテスト2024　決勝戦～ファイナル～で右上がり賞を受賞している。

### 制服
男子は冬服が紺色の学生服、夏服が開襟シャツに灰色のズボンである。また、学生服の上衣を脱いだものが、事実上の合服となっている。
女子は冬服が紺色のセーラー服、夏服が白のセーラー服で、スカーフはそれぞれ白と紺色の三角タイ。また、夏服が長袖になったスタイルの合服がある。
長期休業中は私服登校が可能である
2020年（令和2年）度から現在に至るまで新型コロナウイルス感染拡大防止のため、私服登校も可能となっている。
ジェンダー配慮や体温調節などの観点から私服での登校が許可されている。式日は制服着用が義務である。

## 学校行事

### 宿泊行事
2年生と3年生の6月末に小豆島の生活（2泊3日）と東京への修学旅行（2泊3日）がFWの一環としてそれぞれ行われている。特に、小豆島での宿泊行事は長い歴史を持つ（2020年（令和2年）度で50周年）。また、小豆島国際ホテルには25周年の石碑がある。かつては1年生では車山の生活、3年生では5月に東京ではなく広島への修学旅行が行われていたが、現在は廃止となっている。

### 附中企画
クラスマッチとして大縄が行われていた。2015年（平成27年）までは、大鴻館で学年ごとに行なっていた。2016年（平成28年）からは、運動場で全校一斉に行われるようになった。2018年（平成30年）からは再び学年ごとで行われるようになった。以前はミニバスケであった。しかし新型コロナウイルスの影響で 2020年（令和元年）から行われていなかったが2024年からは再び行われることとなり2024年はフルーツ大戦争というテーマで「縦の交流」を行っている。ちなみに2024年は縦Ａのザクロが優勝だった。

### 素人名人会
学校祭と同時並行で行われ、参加したい人は自分の得意なことや興味があることについて発表する企画である。
ピアノ連弾やダンスなどが披露される。

### 学校祭
2003年（平成15年）度から、体育祭と文化祭がなくなり、学校祭となった。10月の第4金曜日と土曜日の2日間で、1日目は体育系(校内発表)、2日目は文化系(一般公開)の企画が主に行われる。2014年（平成26年）からは、縦割りTシャツを製作（育友会協力）している。

### 合唱祭
合唱祭は、11月に愛知芸術文化センターで行われる。全校で、校歌とグローリア　各クラスごとに一曲、各学年ごとに一曲発表する。
2024年はスローガンが燎（読み：かがりび）で11月25日に開催された。

## 主な出身者

### 政治・行政
- 黒川祐次 - 元駐ウクライナ大使
- 風岡典之 - 元宮内庁長官
- 森下千里 - 衆議院議員 (自由民主党）

### 経済界
- 尾原蓉子 - 一般社団法人ウィメンズ・エンパワメント・イン・ファッション代表理事・会長、金沢美術工芸大学客員教授
- 佐々木一郎 - ブラザー工業代表取締役社長
- 杉浦正樹 - 中部日本放送代表取締役社長
- 豊田章男 - トヨタ自動車第11代社長
- 南谷昌二郎 - 元西日本旅客鉄道（JR西日本）代表取締役会長
- 花木義麿 - オークマ代表取締役会長
- 早瀬勇 - 元金沢星稜大学学長、全国日独協会連合会副会長
- 岩沙弘道 - 三井不動産㈱ 相談役
- 森正志- モリリン(株)代表取締役会長

### 学者
- 石田靖雅 - 医学者、奈良先端科学技術大学院大学機能ゲノム医学研究室准教授、PD-1発見・命名者
- 月尾嘉男 - 工学者、東京大学名誉教授
- 岸尾光二 - 工学者、東京大学名誉教授
- 三輪敬之 - 工学者、早稲田大学名誉教授

### 法曹界
- 宮川光治 - 弁護士、元最高裁判所判事
- 高井伸夫 - 弁護士、高井・岡芹法律事務所会長
- 猿田佐世 - 弁護士、新外交イニシアティブ事務局長

### マスメディア
- 前野沙織 - 東海ラジオアナウンサー
- 山中章子 - フジテレビアナウンサー

### 文化・芸能・その他
- 赤座美代子 - 女優
- 犬塚しおり - 東海テレビアナウンサー
- 角南攻 - 週刊ヤングジャンプ初代編集長、白泉社元取締役
- 高木麻早 - 歌手
- 野口友輔 - Hi☆Fiveメンバー
- 森ミドリ - 作曲家、演奏家、エッセイスト、司会者
- 吉田文 - オルガニスト
- 大山よしたか - アートディレクター
- JUNNA - タレント 歌手、ワルキューレメインボーカル
- 森本良 - サッカー選手
- 加藤治郎-歌人

## 進路
尾張地区の高校などに進む生徒がほとんどだが、県外・海外の高校に進学する生徒もいる。また、愛知教育大学附属高等学校への附属連絡選抜制度（推薦入試とは別枠）がある。
県内随一の進学校である愛知県立旭丘高等学校には、毎年約15名（学年の約1割）を送り込んでいるが、過去には継続的に100人単位で送り込んでいた時期もあった。そのため、著名な出身者には、附中・旭丘両校の卒業生がしばしばいる。

## 施設・設備

### 主要設備
教科ごとの研究室がある。そのため、職員会議は会議室で行われる。
校内への連絡などは、2020年（令和2年）度からGoogle classroomを使用し一人一台配布されたChromebookで確認することができる。Chromebookは学校からの貸し出しということなので入学とともに渡され、卒業とともに返却することとなる。
過去にはWindowsパソコン・iPad・iPod touchが使われていた。また、校内LANのF-netというものを用いて校内への連絡を行っていた。

### 大鴻館
アリーナと武道場のある体育館。教育研究協議会の特別講師として招いた湯川秀樹によって、大鴻館と命名された。
冷暖房はついていない。
旧体育館は小学校との間にあった。現在は、ネットフェンスに囲われた空き地になっている。また、教室棟の西側1階外にそれらの名残と思われる構造が残っている。

## 交通アクセス
- 名古屋市営地下鉄名城線 砂田橋駅1番出口から徒歩で約1分。
- 名古屋ガイドウェイバスウェイバス志段味線（ゆとりーとライン） 砂田橋駅2番出口から徒歩で約2分。
- 名古屋市営バス「砂田橋」バス停から徒歩で1〜3分。